# 朱縉㨏
會昌王朱縉㨏（16世紀—17世紀），明朝肅藩第二代會昌王，會昌莊僖王朱弼楝的庶長子。
朱縉㨏初封輔國將軍。萬曆十九年（1591年）四月，進封為會昌長子。
萬曆四十五年（1617年），其父朱弼楝去世。朱縉㨏襲封會昌王、去世的時間、諡號都不詳，庶長子朱紳增襲封。